# Jack Rowley
John Frederick „Jack” Rowley (ur. 7 października 1920, zm. 28 czerwca 1998) – angielski piłkarz, który występował na pozycji napastnika.

## Kariera klubowa
Karierę piłkarską rozpoczął w Wolverhampton Wanderers, a następnie grał w Bournemouth & Boscombe Athletic. W październiku 1937 przeszedł za 3000 funtów do Manchesteru United. W swoim drugim występie w barwach nowego klubu w meczu ze Swansea Town, 4 grudnia 1937 na Old Trafford, zdobył cztery bramki. 24 kwietnia 1948 w finale Pucharu Anglii, w którym przeciwnikiem United był Blackpool, strzelił dwa gole. Łącznie, biorąc pod uwagę mecze ligowe i pucharowe, wystąpił w United w 424 meczach i zdobył 211 bramek.

## Kariera trenerska
W maju 1955 został grającym menadżerem Plymouth Argyle. Trenował jeszcze Oldham Athletic, AFC Ajax i Wrexham.

## Kariera reprezentacyjna
Rowley w kadrze narodowej zadebiutował 2 grudnia 1948 w meczu przeciwko Szwajcarii. W sumie w barwach narodowych wystąpił 6 razy i zdobył 6 bramek.
| #  | Data              | Miejsce         | Mecz                | Wynik | Bramki | Rozgrywki                 |
| -- | ----------------- | --------------- | ------------------- | ----- | ------ | ------------------------- |
| 1. | 2 grudnia 1948    | Highbury        | Anglia – Szwajcaria | 6:0   |        | mecz towarzyski           |
| 2. | 13 maja 1948      | Råsundastadion  | Szwecja – Anglia    | 3:1   |        | mecz towarzyski           |
| 3. | 22 maja 1949      | Colombes        | Francja – Anglia    | 1:3   |        | mecz towarzyski           |
| 4. | 16 listopada 1949 | Maine Road      | Anglia – Irlandia   | 9:2   |        | Eliminacje MŚ 1950        |
| 5. | 30 listopada 1949 | White Hart Lane | Anglia – Włochy     | 2:0   |        | mecz towarzyski           |
| 6. | 5 kwietnia 1952   | Hampden Park    | Szkocja – Anglia    | 1:2   |        | British Home Championship |

## Sukcesy
Manchester United
- Mistrzostwo Anglii (1): 1951/1952
- Puchar Anglii (1): 1947/1948